# Синтез-газ
Синтез-газ (генераторный газ) — неточный термин, обозначающий преимущественно смесь монооксида углерода и водорода. В промышленности получают паровой конверсией метана, парциальным окислением метана, плазменной газификацией отходов и сырья, газификацией угля. В зависимости от способа получения соотношение CO:Н2 варьируется от 1:1 до 1:3.
Соотношение компонентов в синтез-газе колеблется в широком диапазоне, поскольку зависит как от применяемого сырья, так и от вида конверсии — водяным паром или кислородом:
{\displaystyle {\mathsf {CH_{4}+H_{2}O\rightarrow CO+3H_{2}}}}
{\displaystyle {\mathsf {2CH_{4}+O_{2}\rightarrow 2CO+4H_{2}}}}
{\displaystyle {\mathsf {{\text{-}}CH_{2}{\text{-}}+H_{2}O\rightarrow CO+2H_{2}}}}
{\displaystyle {\mathsf {2{\text{-}}CH_{2}{\text{-}}+O_{2}\rightarrow 2CO+2H_{2}}}}
{\displaystyle {\mathsf {CO+H_{2}O\rightarrow CO_{2}+H_{2}}}}
Соотношение компонентов зависит также от метода и условий газификации углей. Наибольшее распространение имеет метод Лурги, по которому получается сырой газ состав: 15—18 % СО, 38—40 % Н2, 9—11 % СН4, 30—32 % СО2. При повышении температуры возрастает содержание оксида углерода, при повышении давления — водорода и метана. При этом наличествуют примеси инертных газов (N2 и др.) и сероводорода, если в сырье были серосодержащие продукты. Синтез-газ проходит очистку от сероводорода и диоксида углерода при помощи селективных растворителей. Соотношение между СО и Н2 при необходимости меняют конверсией оксида углерода водяным паром.
Синтез-газ получают попутно с ацетиленом в процессах окислительного пиролиза природного газа.
В азотной промышленности под синтез-газом понимается смесь азота и водорода, которая используется в процессе получения аммиака.
Термин генераторный газ часто применяют в отношении наиболее старых и простых технологий продувки твердого топлива воздухом. Термин синтез-газ получил наименование от цели его использования для синтеза самых различных продуктов. В разных отраслях это разные по составу, соотношениям и свойствам газовые смеси. Способы получения в чём-то близки с другими видами газовых смесей, но комплекс требований иной, особенно по наличию и составу примесей. Водяной газ — иная технология, обработка не воздухом, а водяным паром, смешанный газ — различные комбинации использования воздуха и воды. У каждого способа и термина множество вариаций, они продолжают плодиться и в настоящее время.
Теплотворная способность генераторного газа составляет 800—1000 ккал/м³, причём замена воздуха на кислород при его получении ведёт к значительному увеличению доли оксида углерода и, соответственно, к увеличению теплотворной способности.

## Применение
Основными сферами применения синтез-газа является производство электрической и тепловой энергии, часто — как топливо в металлургической, стекольной, керамической промышленности, получение оксида углерода и водорода, синтез метанола, оксосинтез, синтез Фишера — Тропша, для двигателей внутреннего сгорания, а также для синтеза аммиака.
К недостаткам использования генераторного газа можно отнести взаимодействие с металлическими деталями установок, из-за которых они становятся значительно более хрупкими.